# Neuburgia corynocarpa
Neuburgia corynocarpa är en tvåhjärtbladig växtart som först beskrevs av Asa Gray, och fick sitt nu gällande namn av Leenh.. Neuburgia corynocarpa ingår i släktet Neuburgia och familjen Loganiaceae. Utöver nominatformen finns också underarten N. c. sarcantha.